# آرامگاه درویش علم بازی
بقعه درویش علمبازی مربوط به سدهٔ ۹ ه.ق است و در بابل، پشت آرامگاه معتمدی، در محله بازگیر کلا واقع شده و این اثر در تاریخ ۲۵ اسفند ۱۳۷۹ با شمارهٔ ثبت ۳۳۲۸ به‌عنوان یکی از آثار ملی ایران به ثبت رسیده است.

## نگارخانه

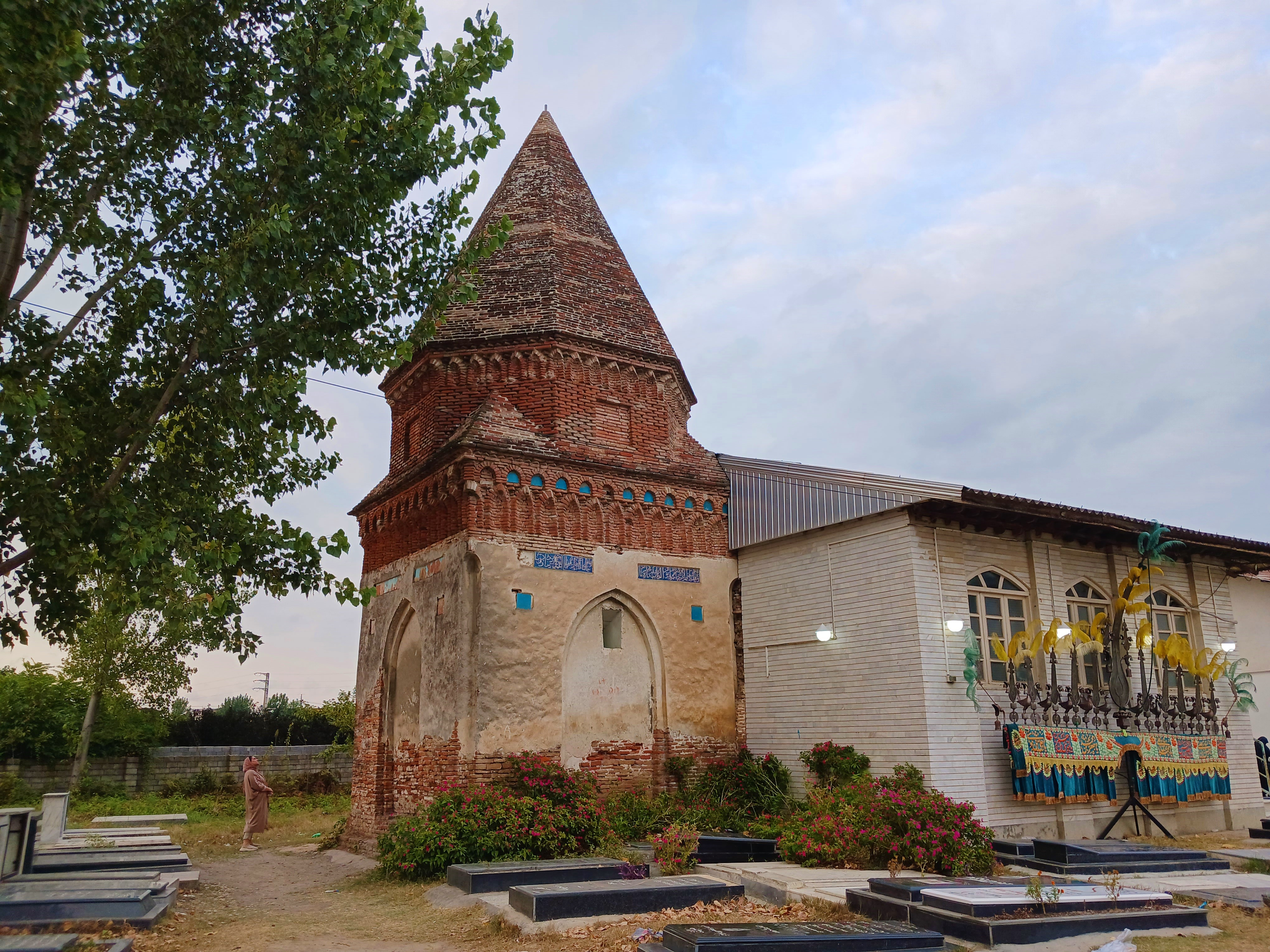
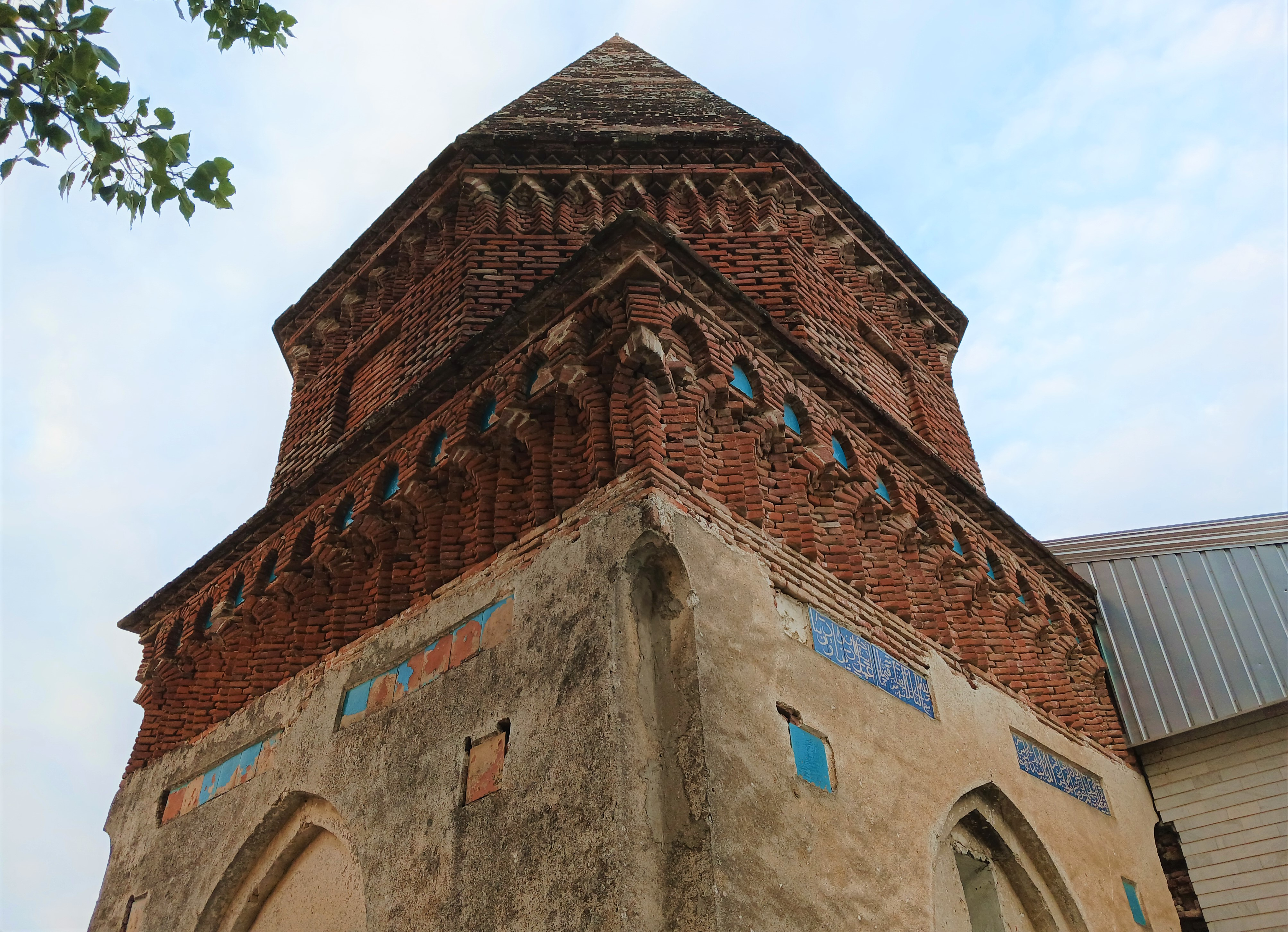
بنای آرامگاه همچون سایر آرامگاه های مازندران، دارای بنایی برجی شکل و گنبد رک (مخروطی) می باشد
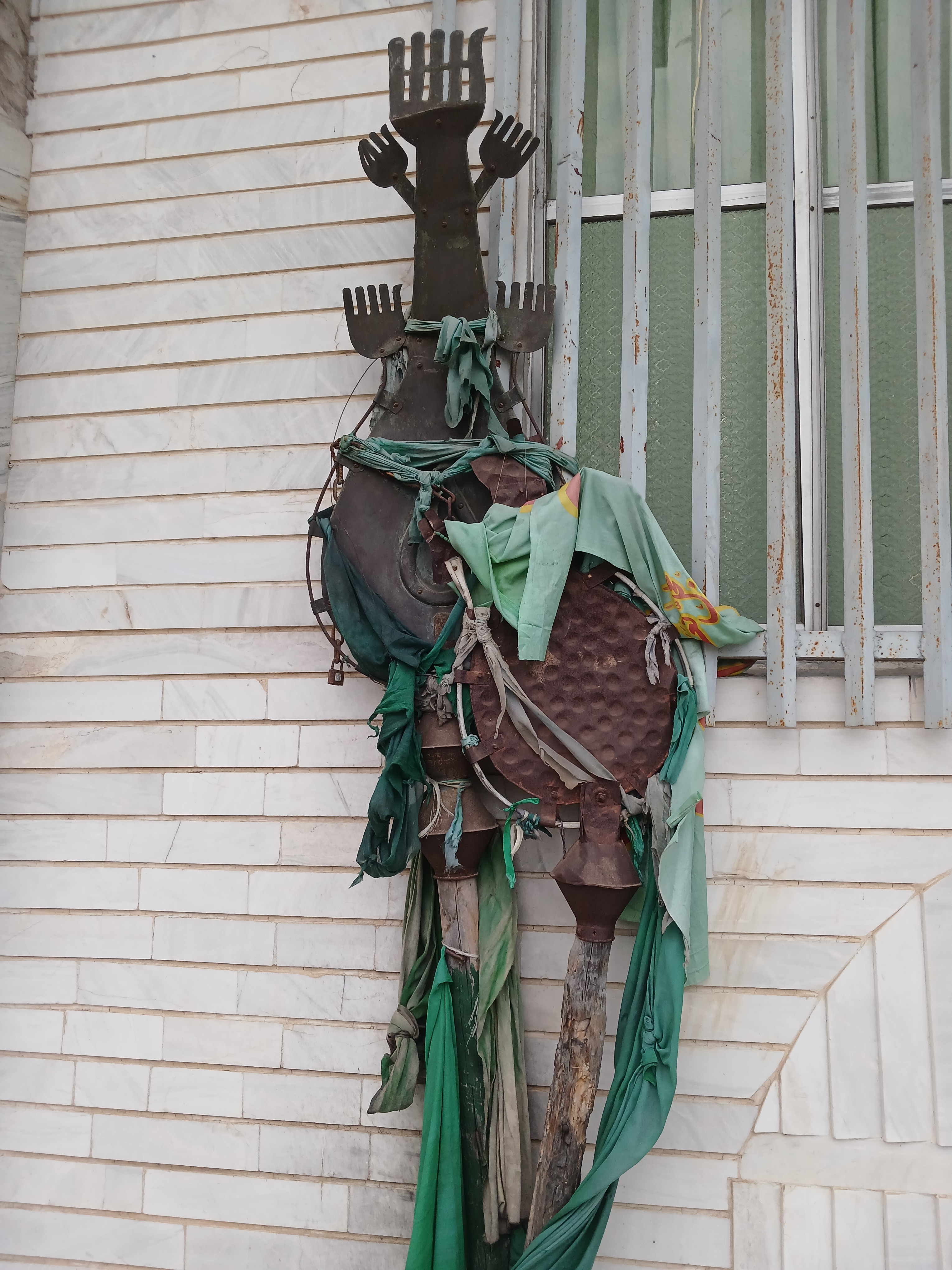
تعدادی از علم (عزاداری) های قدیمی موجود در محوطۀ آرامگاه